# Войцех Дідушицький (артист)
Войцех Дзєдушицький (пол. Wojciech Dzieduszycki; 5 червня 1912, Єзупіль (нині Тисменицького району Івано-Франківської області України) — 2 травня 2008, Вроцлав, Польща) — польський актор, співак (тенор), диригент, журналіст, поет, музичний і театральний критик.

## Біографія
Представник графського роду Дідушицьких гербу Сас. З 14 років працював у маєтку свого батька. Закінчив сільськогосподарську академію в Дублянах біля Львова, де вивчав будівництво борошномельного обладнання та Консерваторію Галицького музичного товариства (тепер Львівська національна музична академія імені Миколи Лисенка).
1934 року дебютував на сцені Опери в Станиславові. З наступного року виступав на сцені Львівського оперного театру (ролі Ленського в опері Чайковського «Євгеній Онєгін», Рудольфа в «Богемі» Джакомо Пуччіні). Пізніше співав у флорентійській Opera Comunale та Мілані.
Під час другої світової війни опинився в таборі для військовополонених, пізніше переведений в концтабір Гросс-Розен (нім. KL Groß-Rosen). Був засуджений до смертної кари, уникнув смерті завдяки тому, що німці впізнали в ньому відомого оперного співака.
У 1945—1946 — керівник Камерного театру в Кракові. Пізніше переїхав до Вроцлава. Керував борошномельними підприємствами. Винайшов рецепт і технологію виготовлення знаменитого пшеничного «вроцлавського борошна». Викладав в споживчому технікумі.
У 1952 році заснував у Вроцлаві кабаре «Цигарковий димок» (пол. Dymek z papierosa). Співпрацював з щомісячником «Одра».
У 1963 був ініціатором присудження премії Орфея на фестивалі «Варшавська осінь».
У 1999 році знявся в телевізійному серіалі «Прокажена»

## Нагороди
- Командорський хрест ордена Відродження Польщі (1998)
- Офіцерський хрест ордена Відродження Польщі (1987)
- Кавалер ордена Відродження Польщі (1977)
- Срібний Хрест Заслуги (1957)
- Медаль «Перемоги і Свободи» (1970)
- Медаль Родла (1987)
- Заслужений діяч культури Польщі (1970)
- Грюнвальдський нагрудний знак (1970)
- Нагрудний знак «Будівничого Вроцлава» (1972)
- Почесна премія Комітету Польського радіо і телебачення (1981)
- Золотий знак «Відновлення Варшави» (1957)
- Почесний громадянин Вроцлава (1999)
- Honoris causa Музичної академії у Вроцлаві (2000).